# ATC D06 – Antibiotikumok és kemoterapeutikumok bőrgyógyászati használatra
Az ATC D06 – Antibiotikumok és kemoterapeutikumok bőrgyógyászati használatra a gyógyszerek anatómiai, gyógyászati és kémiai osztályozási rendszerének (ATC) egyik alcsoportja.
| ATC D   | Bőrgyógyászati készítmények                                              |
| ------- | ------------------------------------------------------------------------ |
| ATC D01 | Gombás fertőzések elleni bőrgyógyászati szerek                           |
| ATC D02 | Bőrlágyító- és védőanyagok                                               |
| ATC D03 | Sebek és fekélyek kezelésére használt készítmények                       |
| ATC D04 | Viszketés elleni szerek, beleértve: antihisztaminok, érzéstelenítők stb. |
| ATC D05 | Pszoriázis elleni szerek                                                 |
| ATC D06 | Antibiotikumok és kemoterapeutikumok bőrgyógyászati használatra          |
| ATC D07 | Kortikoszteroidok, bőrgyógyászati készítmények                           |
| ATC D08 | Antiszeptikumok és fertőtlenítők                                         |
| ATC D09 | Gyógyászati kötszerek                                                    |
| ATC D10 | Acne elleni készítmények                                                 |
| ATC D11 | Egyéb bőrgyógyászati készítmények                                        |

## D06A 	Antibiotikumok helyi használatra

### D06AA 	Tetraciklin és származékai
| ATC     | Magyar          | INN               | Gyógyszerkönyv                 |
| ------- | --------------- | ----------------- | ------------------------------ |
| D06AA01 | Demeklociklin   | Demeclocycline    |                                |
| D06AA02 | Klórtetraciklin | Chlortetracycline |                                |
| D06AA03 | Oxitetraciklin  | Oxytetracycline   | Oxytetracyclini hydrochloridum |
| D06AA04 | Tetraciklin     | Tetracycline      |                                |

### D06AX Egyéb antibiotikumok helyi használatra
| ATC     | Magyar        | INN             | Gyógyszerkönyv                                                                 |
| ------- | ------------- | --------------- | ------------------------------------------------------------------------------ |
| D06AX01 | Fuzidinsav    | Fusidic acid    | Acidum fusidicum                                                               |
| D06AX02 | Klóramfenikol | Chloramphenicol | Chloramphenicolum, Chloramphenicoli natrii succinas, Chloramphenicoli palmitas |
| D06AX04 | Neomicin      | Neomycin        | Neomycini sulfas                                                               |
| D06AX05 | Bacitracin    | Bacitracin      | Bacitracinum                                                                   |
| D06AX07 | Gentamicin    | Gentamicin      | Gentamicini sulfas                                                             |
| D06AX08 | Tirotricin    | Tyrothricin     | Tyrothricinum                                                                  |
| D06AX09 | Mupirocin     | Mupirocin       | Mupirocinum                                                                    |
| D06AX10 | Virginiamicin | Virginiamycin   |                                                                                |
| D06AX11 | Rifaximin     | Rifaximin       |                                                                                |
| D06AX12 | Amikacin      | Amikacin        | Amikacinum, Amikacini sufas                                                    |
| D06AX13 | Retapamulin   | Retapamulin     |                                                                                |

## D06B 	Kemoterapeutikumok helyi használatra

### D06BA Szulfonamidok
| ATC     | Magyar                           | INN                              | Gyógyszerkönyv                   |
| ------- | -------------------------------- | -------------------------------- | -------------------------------- |
| D06BA01 | Ezüst-szulfadiazin               | Silver sulfadiazine              |                                  |
| D06BA02 | Szulfatiazol                     | Sulfathiazole                    | Sulfathiazolum                   |
| D06BA03 | Mafenid                          | Mafenide                         |                                  |
| D06BA04 | Szulfametizol                    | Sulfamethizole                   | Sulfamethizolum                  |
| D06BA05 | Szulfanil-amid                   | Sulfanilamide                    | Sulfanilamidum                   |
| D06BA06 | Szulfamerazin                    | Sulfamerazine                    | Sulfamerazinum                   |
| D06BA51 | Ezüst-szulfadiazin kombinációban | Ezüst-szulfadiazin kombinációban | Ezüst-szulfadiazin kombinációban |

### D06BB Vírusellenes szerek
| ATC     | Magyar         | INN             | Gyógyszerkönyv |
| ------- | -------------- | --------------- | -------------- |
| D06BB01 | Idoxuridin     | Idoxuridine     |                |
| D06BB02 | Tromantadin    | Tromantadine    |                |
| D06BB03 | Aciklovir      | Aciclovir       |                |
| D06BB04 | Podofillotoxin | Podophyllotoxin |                |
| D06BB05 | Inozin         | Inosine         |                |
| D06BB06 | Penciklovir    | Penciclovir     |                |
| D06BB07 | Lizozim        | Lysozyme        |                |
| D06BB08 | Ibacitabin     | Ibacitabine     |                |
| D06BB09 | Edoxudin       | Edoxudine       |                |
| D06BB10 | Imikimod       | Imiquimod       |                |
| D06BB11 | Dokozanol      | Docosanol       |                |

### D06BX 	Egyéb kemoterapeutikumok
| ATC     | Magyar       | INN           | Gyógyszerkönyv |
| ------- | ------------ | ------------- | -------------- |
| D06BX01 | Metronidazol | Metronidazole | Metronidazolum |